# Зілім-Карановська сільська рада
Зілі́м-Кара́новська сільська рада (рос. Зилим-Карановский сельский совет) — муніципальне утворення у складі Гафурійського району Башкортостану, Росія. Адміністративний центр — село Зілім-Караново.

## Населення
Населення — 1552 особи (2019, 1891 в 2010, 2171 в 2002).

## Склад
До складу поселення входять такі населені пункти:
| Населений пункт         | Населення, осіб (2002) | Населення, осіб (2010) |
| ----------------------- | ---------------------- | ---------------------- |
| Абдуллино, присілок     | 75                     | 69                     |
| Бакрак, присілок        | 186                    | 124                    |
| Великий Утяш, присілок  | 209                    | 172                    |
| Зілім-Караново, село    | 494                    | 431                    |
| Ібрагімово, присілок    | 372                    | 340                    |
| Кизил-Яр, присілок      | 55                     | 49                     |
| Малий Утяш, присілок    | 134                    | 122                    |
| Новозіріково, присілок  | 131                    | 101                    |
| Середній Утяш, присілок | 73                     | 56                     |
| Узбяково, присілок      | 378                    | 374                    |
| Якти-Куль, присілок     | 60                     | 53                     |